# 卡迪亚恩
卡迪亚恩（Qadian），是印度旁遮普邦Gurdaspur县的一个城镇。总人口20827（2001年）。

## 人口
该地2001年总人口20827人，其中男性11267人，女性9560人；0—6岁人口2108人，其中男1189人，女919人；识字率74.64%，其中男性为78.41%，女性为70.20%。